# Walham Green
Walham Green est un quartier de Londres localisé dans le district de Hammersmith et Fulham.
C'est à Walham Green qui se trouve le stade de Stamford Bridge, stade du Chelsea Football Club.
Le quartier est situé proximité de la station de métro de Fulham Broadway, qui, avant 1952, était appelée Walham Green.